# Ala Rogallo

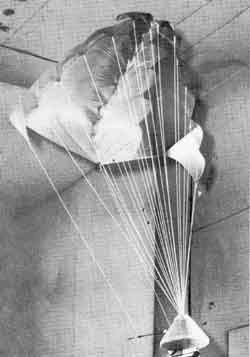
Rogallo flexible wing autogonfiante, sistema che fu testato per lo space capsule recovery del Programma Gemini

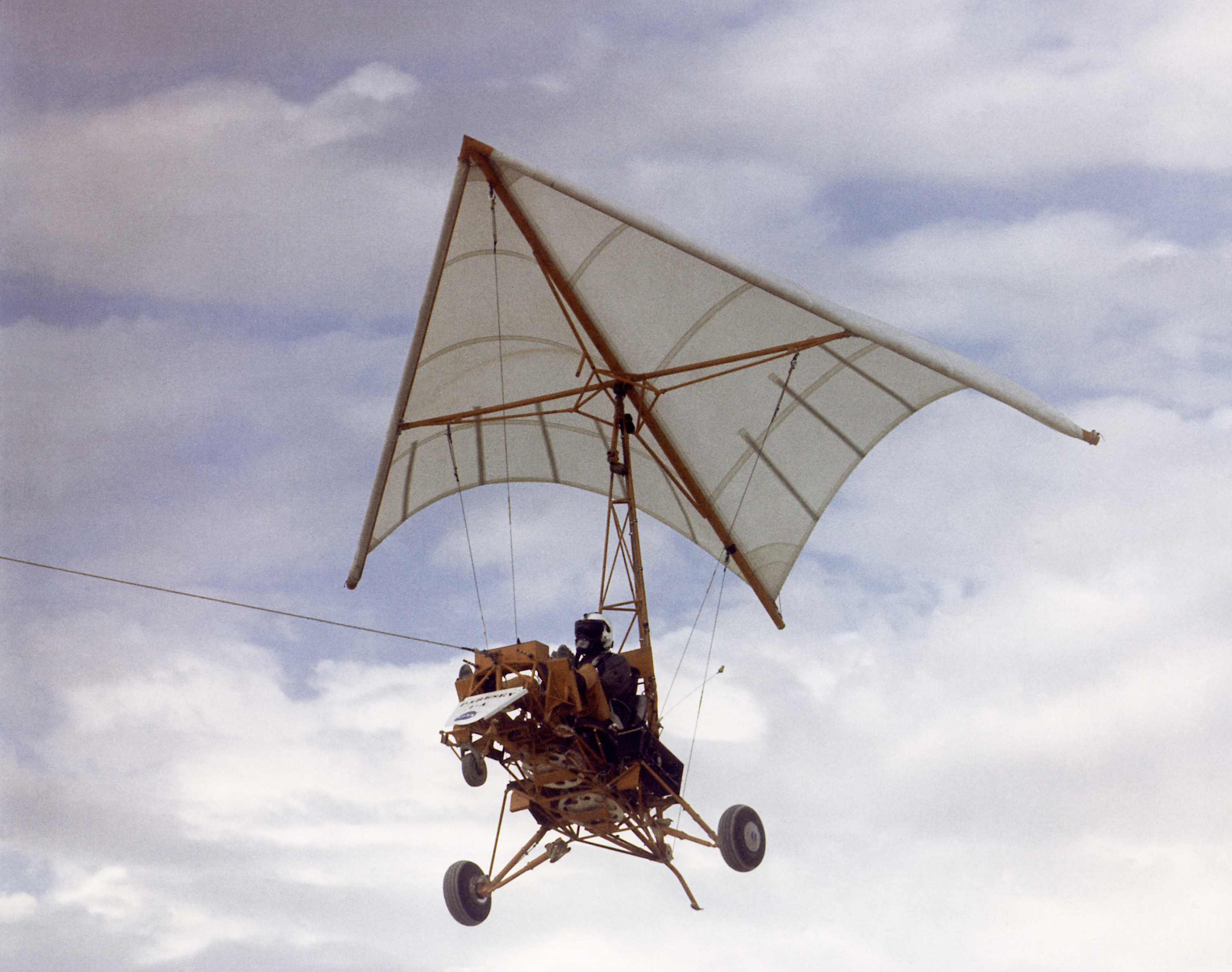
Paresev 1-B, testato dalla NASA per l'atterraggio di veicoli spaziali, in fase di traino

Ala Rogallo o Ala di Rogallo è un tipo flessibile di profilo alare, che prende il nome dai suoi inventori. Nel 1948, Gertrude Rogallo e suo marito Francis Rogallo, un ingegnere della NACA (divenuta poi NASA), inventarono un'ala autogonfiante che chiamarono Parawing, conosciuta più tardi come "Rogallo Wing" e ala flessibile. La NASA considerò l'invenzione utile per il rientro dei velivoli spaziali del Programma Gemini e per altri scopi. A tale scopo risalgono gli studi con il veicolo Paresev negli anni 1961-1964, condotti dall'agenzia americana, ma l'idea fu accantonata in favore del paracadute nel 1964.

## Storia
Rogallo si era interessato alle ali flessibili fin dal 1945. Rogallo e sua moglie costruivano queste ali come hobby e poiché non trovavano alcun riscontro ufficiale di supporto (nemmeno presso la NACA, il datore di lavoro di F. Rogallo), conducevano gli esperimenti nel loro tempo libero. Verso la fine del 1948 riuscirono a sviluppare due tipi funzionanti di ali, una della forma di aquilone (che chiamarono "Flexi-Kite") e un paracadute-vela (che chiamarono più tardi "Paraglider"). Rogallo e sua moglie ottennero il brevetto per un'ala flessibile a forma di V nel marzo del 1951. La vendita del Flexi-kite sul mercato hobbistico permise di finanziare e pubblicizzare il loro lavoro.

## Costruzione
Un'ala Rogallo è composta principalmente da due parti, superfici coniche con i due vertici congiunti. Ali Rogallo lente hanno coni ampi e bassi. Ali Rogallo veloci (subsoniche e supersoniche) hanno i coni stretti e lunghi. Le ali Rogallo sono semplici e a basso costo, con proprietà notevoli. L'ala in sé non è un aquilone; né un aliante né un velivolo propulso, fino a che l'ala non è arrangiata in una configurazione che veleggia o viene propulsa. In altre parole come è fissata e governata determina il tipo di veicolo. L'ala Rogallo è vista spesso nei giocattoli come aquiloni, ma è usata per costruire paracadute per veicoli spaziali, paracadute sportivi, velivoli ultraleggeri come i trike e deltaplani.
Le ali Rogallo hanno ricevuto più di un brevetto; l'evoluzione di questa invenzione includono, forme cilindriche, più lobi, ancoraggi vari, vari angoli d'incidenza, ecc. Charles Richard utilizza, nella progettazione del Paresev, ali Rogallo, creando uno standard utilizzato ancora oggi dagli anni settanta.
L'ala è disegnata per essere flessibile in aria, favorendo un'ottima aerodinamica, comportandosi analogamente a un ammortizzatore di una sospensione. La flessibilità permette all'ala di essere meno suscettibile alle turbolenze e permette un volo regolare più di un sistema con ala rigida. Il bordo posteriore non fissato alla struttura, permette ai filetti d'aria di “twistare”, dando stabilità aerodinamica senza la necessità di un timone di coda (impennaggi).

## Deltaplani con ala Rogallo

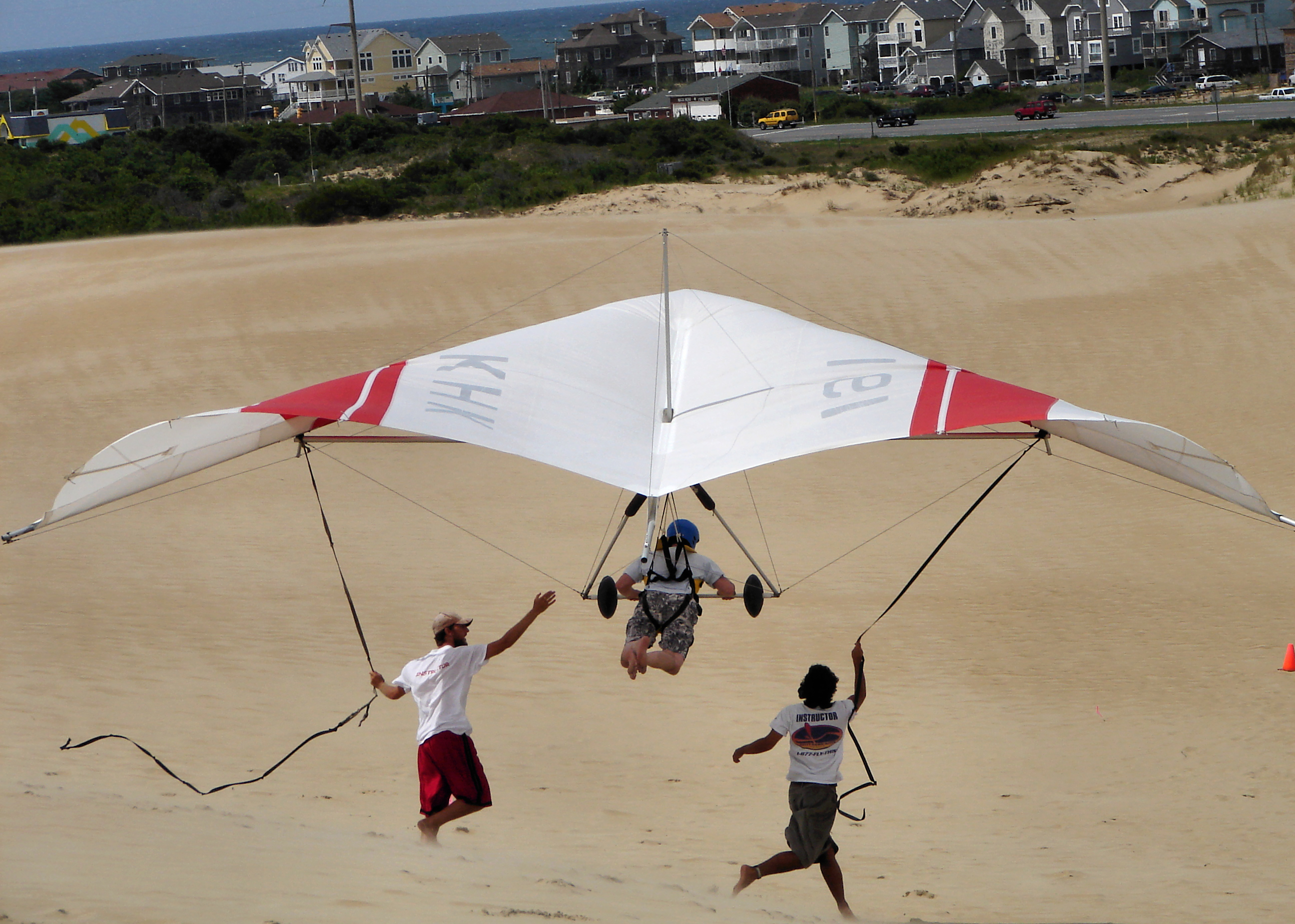
Veleggiatore a pendolo con ala di Rogallo

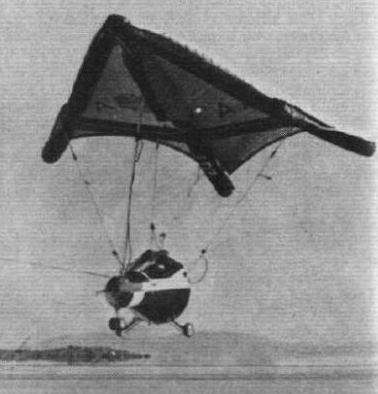
Veleggiatore Rogallo in prova per il rientro della capsula Gemini

Nel 1961-1962 l'ingegnere aeronautico Barry Hill Palmer creò diverse versioni di profili alari Rogallo per veleggiatori. Un altro progettista fu l'australiano John W. Dickenson, che nel 1963 costruì un veleggiatore idrovolante. Pubblicità del Paresev creò interesse nel settore, tra i quali John W. Dickenson. Dickenson adattò un telaio su un profile alare Rogallo. Il modello Dickenson realizzato all'epoca, usa un singolo punto di sospensione e una struttura a triangolo:. Iniziò con un profilo alare Rogallo con montato una struttura a U (più tardi a triangolo). L'ala flessibile (chiamata Ski Wing) volò per la prima volta in pubblico a Jacaranda Festival di Grafton nel settembre del 1963 da Rod Fuller mentre veniva trainato da una barca a motore. La Australian Self-Soar Association sostiene che il primo lancio a piedi di un deltaplano in Australia avvenne nel 1972.
A Torrance. in California, Bill Moyes fu assistito da Joe Faust in un lancio a piedi nel 1971-1972. Moyes costituì una società con proprio marchio, per costruire deltaplani ad ala Rogallo, come visto nei voli di Dickenson. Bill Moyes e Bill Bennett esportarono le loro idee in tutto il mondo. Il deltaplano parawing è stato inserito nella Space Technology Hall of Fame della Space Foundation nel 1995. I deltaplani furono usati con il controllo mediante il peso del pilota fin dai tempi di Otto Lilienthal. Gottlob Espenlaub (1922), George Spratt (1929) e Barry Palmer (1962) usarono un sedile a pendolo per il pilota. Interagendo con il telaio dell'ala Rogallo si controllava il volo. Oggi, la maggior parte di ali Rogallo sono controllate in beccheggio e rollio modificando il centro di gravità. Si crea un sistema a pendolo, muovendo la massa del pendolo (pilota o altro) si governa l'ala. Molti metodi sono stati studiati dalla NASA per le ali Rogallo dal 1958 fino agli anni sessanta, installati su versioni del parawing.

## Brevetti

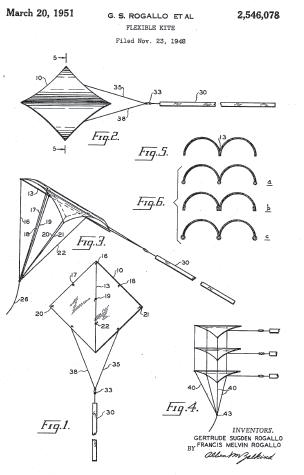
Brevetto originale di Gertrude Rogallo e Francis Rogallo

- Rogallo, Gertrude et al., “Flexible Kite”, US patent 2,546,078, Filed November 23, 1948, su google.com.
- Rogallo, Gertrude et al., “Flexible Kite”, US patent 2,751,172, Filed November 17, 1952, su google.com.